# 昇天の書
昇天の書（しょうてんのしょ、アラビア語: كتاب المعراج キターブ・アル・ミーラージュ、ラテン文字：Kitab al Miraj、英語: Book of the Ascension）はムハンマドの天国（ミーラージュとして知られている）への昇天について記したイスラム教の書物である。天国への昇天に関しては、メッカからエルサレム（イスラー）への不思議な一夜の冒険に続いて触れられている。昇天の書は7つの節に分かれており、ナスフ体を用いたアラビア語で書かれている。

## 概説
昇天の書はアブー・ウッ＝カースィム・アブダルカリーム・ビン・ハワーズィン・ビン・アブダルマリク・ビン・タルハ・ビン・ムハンマド・アル＝クシャイリー・アル＝ニサーブリー（ラテン文字：Abu'l-Qasim 'Abdalkarîm bin Hawâzin bin 'Abdalmalik bin Talhah bin Muhammad al-Qushairî al-Nisaburi、أبو القاسم عبد الكريم بن هوازن بن عبد الملك بن طلحة بن محمد القشيري、ヒジュラ暦376年-465年）によって書かれたと信じられている。
13世紀後半、昇天の書はラテン語（ラテン語の書籍名はLiber Scale Machometi）やスペイン語へと翻訳され、その後すぐ（西暦1264年）に古フランス語へと翻訳された。この書物で触れられているイスラム教の地獄の描写はダンテ・アリギエーリの神曲やスペインのミゲル・アシン・パラシオス、イタリアのエンリコ・チェルーリといった14世紀の文学に大きな影響を及ぼしたと考える学者もいる。